# Rogue Legacy
Rogue Legacy è un videogioco d'azione creato da Teddy e Kenny Lee, riuniti sotto il nome di Cellar Door Games. Il titolo è disponibile per Microsoft Windows, Linux, macOS, PlayStation 3, PlayStation 4, PlayStation Vita, e Xbox One e Nintendo Switch.

## Modalità di gioco
Lo scopo del gioco è quello di esplorare un castello, la cui disposizione delle stanze cambia a ogni partita, e sconfiggere il boss finale. Vi sono, inoltre, altri quattro boss, collocati alla fine di altrettante aree tematiche. Il cammino, tuttavia, è ostacolato anche da trappole e temibili creature: per farsi strada, il giocatore può sferrare fendenti con la spada, usare magie offensive (alimentate da mana) e saltare.
Se il personaggio perde tutti i punti vita, il giocatore ha la possibilità di scegliere il discendente diretto dell'eroe, da una rosa di tre candidati, ciascuno dei quali è dotato di una caratteristica peculiare (come il turpiloquio, il nanismo, il daltonismo). Alla morte del genitore, le ricchezze accumulate pure vengono trasferite all'erede, che in questo modo può acquistare equipaggiamenti, bonus di varia natura e nuove abilità motorie. Con le risorse ereditate si può anche potenziare il maniero, sbloccando in questo modo nuove classi, abilità e bonus.
Quanto non speso per gli aggiornamenti va consegnato a Caronte una volta varcate le soglie del castello.

## Sviluppo
Il gioco è stato creato dalla Cellar Door Games, team di sviluppatori canadesi composto dai fratelli Kenny e Teddy Lee. I Lee, che hanno impiegato 18 mesi per portare a termine il progetto, hanno assorbito vari influssi durante la programmazione. Oltre a titoli videoludici come Demon's Souls e Dark Souls, lo stesso Teddy ha ammesso che Rogue Legacy affonda le proprie radici in molti terreni, tra cui quelli squisitamente roguelike di Spelunky e The Binding of Isaac: lo scopo dei fratelli, in effetti, era quello di dare vita a un gioco accessibile, ma comunque flessibile e dinamico.
La produzione del gioco è costata al team circa 15 000 dollari, somma che era sì a loro carico ma che venne comunque recuperata un'ora dopo la pubblicazione. Rogue Legacy è stato uno straordinario successo commerciale, con 100 000 copie vendute nella prima settimana.
Nel 2024 è stato pubblicato su GitHub il codice sorgente del gioco distribuito sotto una licenza che ne permette l'uso personale ma ne vieta la modifica e la ridistribuzione a fini commerciali.

## Accoglienza
| Testata                           | Giudizio |
| --------------------------------- | -------- |
| Metacritic (media al 22-7-2014)   | 85/100   |
| GameRankings (media al 22-7-2014) | 84/100   |
| IGN                               | 9/10     |
| Polygon                           | 9/10     |
| Eurogamer                         | 9/10     |
| Game Informer                     | 8.5/10   |

L'aggregatore di recensioni Metacritic segnala un punteggio di 85/100 basandosi su più di quarantatré recensioni. Analogamente, GameRankings segnala un 84/100 basandosi su ventisei recensioni.
Vari sono stati i commenti alla feroce difficoltà del titolo: Mitchell Saltzman di GameFront descrive il gioco come «estremamente difficile per gli impreparati», mentre Philip Kollar di Polygon e Mike Splechta di Gamezone fanno menzione della misera durata della barra della vita. Ciononostante, altri recensori hanno comunque evidenziato che in realtà il gioco incoraggia le partite di breve durata, per permettere il livellamento delle abilità attraverso il progressivo accumulo delle risorse. Sotto questo influssi, Ryan Stevens di GameTrailers commenta che «il gioco percorre l'onda della frustrazione e del divertimento». Saltzman conclude che «la difficoltà può disincantare tutti coloro che si scoraggiano presto».